# Le Mesnil-sur-Oger
Le Mesnil-sur-Oger település Franciaországban, Marne megyében. Lakosainak száma 1001 fő (2022. január 1.). Le Mesnil-sur-Oger Villeneuve-Renneville-Chevigny és Blancs-Coteaux községekkel határos.

## Népesség
A település népességének változása:
| Lakosok száma | 1385 | 1204 | 1118 | 1239 | 1172 | 1127 | 1109 | 1055 | 1028 | 1001 |
|               | 1968 | 1982 | 1990 | 2006 | 2013 | 2015 | 2017 | 2019 | 2020 | 2022 |